# Vedaa
 (octobre 2024).
 (octobre 2024).
Vedaa est un film d'action dramatique indien en langue hindi de 2024 réalisé par Nikhil Advani, écrit par Aseem Arora et produit par Zee Studios, Emmay Entertainment et JA Entertainment.
Le film, inspiré de divers événements réels, met en vedette John Abraham et Sharvari, aux côtés d'Abhishek Banerjee, Ashish Vidyarthi, Kumud Mishra, Rajendra Chawla, Tanvi Malhara, Anurag Thakur et Urvashi Dubey,.
Vedaa est sorti en salles le 15 août 2024, coïncidant avec le jour de l'indépendance indienne,. Le film a reçu de plusieurs critiques assez mitigées de la part des critiques et a été considéré comme un échec au box-office.

## Parcelle[Quoi ?]
Le major Abhimanyu Kanwar est traduit en cour martiale par l'armée pour avoir désobéi aux ordres visant à arrêter un terroriste au Cachemire. Vedaa se concentre sur une fille Dalit qui est maltraitée et torturée par la caste supérieure. Elle veut apprendre la boxe pour se protéger et protéger sa famille. Abhimanyu Kanwar rejoint un collège en tant qu'entraîneur adjoint de boxe dans la ville de sa femme. Sa femme Raashi a été tuée au Cachemire par un terroriste.
Le frère de Vedaa est amoureux d'une fille de la haute société issue d'une caste supérieure et se fait tuer pour cela. Plus tard, sa sœur est brûlée vive alors qu'elle tentait de fuir la ville pour sauver sa vie. Vedaa court vers l'entraîneur Abhimanyu pour se mettre à l'abri, mais l'entraîneur défie le chef du village de la protéger. Ils s'échappent et tuent de nombreux policiers et voyous au cours de leur voyage vers le tribunal de la ville. Finalement, lorsqu'ils arrivent au tribunal, Vedaa plaide pour ses droits devant les juges, qui l'acceptent. Le major Abhimanyu décède des suites de ses blessures infligées alors qu'il protégeait Vedaa dans les locaux du tribunal.

## Distribution
- John Abraham : Major Abhimanyu Kanwar
- Sharvari : Vedaa Berwa
- Abhishek Banerjee : Jitendar Pratap Singh
- Ashish Vidyarthi : Kaka
- Kumud Mishra : Mausaji
- Rajendra Chawla : Mr Berwa, Vedaa's father
- Tanvi Malhara : Gehna, Vedaa's sister
- Anurag Thakur : Vinod, Vedaa's elder brother
- Urvashi Dubey : Aarti, Vinod's fiance
- Rajoshri Vidyarthi : Mrs Berwa, Vedaa's mother
- Parag Sharma : Sunehre
- Danish Husain : Mountbatten
- Kapil Nirmal : API Bhimsen Purohit
- Ajeet Singh Palawat : ASI Raghu Meena
- K. C. Shankar : C. O. Bharadwaj
- Kshitij Chauhan : Suyog Pratap Singh
- Akshay Sharma : Raj Kishore, Suyog's gangmember
- Toshab Bagri : Bhanu Singh, Suyog's gangmember
- Abhishek Deswal : Major Deepanshu
- Paritosh Sand : Headmaster Uttamlal Singh
- Gowhar Khan : Ilyas Kashmiri
- Nirmal Chaudhury : Mr Meghwal
- Manu Shekhar : Reporter Faisal
- Monisha Advani : judge
- Tamannaah Bhatia : Raashi (special appearance)[6]
- Mouni Roy (special appearance in song "Mummy Ji")[7]

## Production
Le tournage a commencé le 20 juin 2023 au Rajasthan,. Le tournage s'est terminé au Cachemire en décembre 2023. Les réalisateurs du film ont fait part de leurs inquiétudes le 25 juillet 2024 via les réseaux sociaux selon lesquelles le Central Board of Film Certification (CBFC) n'avait pas encore projeté le film, malgré la demande soumise un mois plus tôt. Par la suite, il a été noté que le comité d'examen du CBFC avait visionné le film le 22 juin, mais aucun retour d'information n'avait été fourni aux réalisateurs jusqu'à ce que le film soit renvoyé au comité de révision le 25 juin,. Le comité de révision a projeté le film le 29 juillet, ce qui a conduit à la suppression de 9,14 minutes et à la mise en œuvre de certains changements. Après ces modifications, Vedaa a obtenu un certificat U/A le 6 août 2024, avec une durée d'exécution finale de 151 minutes,.

## Musique
La musique du film est composée par Amaal Mallik, Manan Bhardwaj, Yuva et Raghav-Arjun tandis que la musique de fond est complétée par Kartik Shah. Le premier single intitulé "Holiyaan" est sorti le 3 août 2024. Le deuxième single intitulé "Mummy Ji" est sorti le 7 août 2024. Le troisième single intitulé « Zaroorat Se Zyada » est sorti le 10 août 2024. L'album complet comprenant 6 titres est sorti le 13 août 2024.

## Sorties

### Théâtral
Vedaa est sorti en salles le 15 août 2024, le jour de l'indépendance, avec des versions doublées en tamoul et en télougou, en conflit avec Khel Khel Mein et Stree 2.,

### Médias à domicile
Les droits numériques du film ont été acquis par ZEE5 avant sa sortie en salles en août 2024. Le film a commencé à être diffusé sur la plateforme à partir du 10 octobre 2024.

## Réception

### Réponse critique
Deepa Gahlot de Rediff.com a noté 3/5 étoiles et note « Vedaa est réaliste mais possède également le genre d'éléments grand public et de séquences d'action qui rendent un film captivant. » Un critique de Bollywood Hungama a noté le film 2,5 étoiles sur 5 et a écrit : « Vedaa est un film prévisible avec un point culminant faible et une seconde moitié banale. » Rishabh Suri du Hindustan Times a commenté : « Le thriller ' John Abraham et Sharvari sur le système des castes vous fait réfléchir, délivre un message percutant. » Il a estimé que le film marque un changement significatif pour le réalisateur Nikhil Advani, abordant les thèmes lourds du système des castes et des crimes d'honneur avec un mélange d'action et de drame, bien qu'il vacille avec des survies de personnages irréalistes et une musique faible. Alors que John Abraham livre une performance passable dans le rôle d'un officier en deuil, Sharvari brille dans son rôle du personnage principal résilient, culminant dans une bataille judiciaire culminante qui met efficacement en évidence le message principal du film. Lachmi Deb Roy de Firstpost a attribué au film 3/5 étoiles, en déclarant : « Un film imparfait, mais courageux sur les droits des Dalits. » Elle a souligné que le film aborde la question urgente des droits des Dalits avec un récit convaincant ; pourtant, son impact est diminué par une violence excessive qui éclipse le message social. Alors que John Abraham livre une performance prévisible, ce sont Sharvari et Abhishek Banerjee qui brillent, apportant de la profondeur à leurs rôles dans un film qui laisse finalement le public réfléchir aux inégalités sociales.
Saibal Chatterjee de NDTV India a attribué au film la note de 2,5/5 étoiles, en commentant : « Le film de John Abraham parvient parfois à surmonter ses difficultés. » Selon lui, le film est un thriller sur l'oppression des castes qui se démarque dans le grand public de Bollywood en se concentrant sur la lutte d'une jeune femme dalit pour la dignité et l'égalité, avec le personnage de John Abraham soutenant sa quête. Malgré son recours aux tropes du genre et à un récit quelque peu dilué, le film met efficacement en évidence les dures réalités de la violence de caste tout en présentant de solides performances, en particulier de Sharvari dans le rôle du protagoniste déterminé. Sana Farzeen de India Today a attribué au film 2,5 étoiles, déclarant : « Le film de John Abraham vous donne envie d'avoir un bouton d'avance rapide. » Elle a noté que le film tente de s'attaquer au problème important des castes en Inde, mais échoue finalement en raison d'un rythme lent et d'arcs de personnages sous-développés, en particulier dans le rôle principal de Sharvari. Bien que John Abraham brille dans les séquences d'action, le film manque de moments marquants et de profondeur émotionnelle, ce qui en fait une expérience oubliable malgré ses nobles intentions. Troy Ribeiro du Free Press Journal a donné 2,5/5 étoiles et a écrit : « C'est un mélange de choses : une tentative cinématographique de s'attaquer à des problèmes importants tout en offrant les sensations fortes que les fans de John Abraham attendent. Le résultat est un film qui divertit mais qui ne parvient pas à donner un coup de grâce, laissant au public le sentiment persistant que le combat, tout comme le voyage de Vedaa, n'est pas encore tout à fait terminé. »
Shubhra Gupta de The Indian Express a attribué au film la note de 2/5 étoiles, en commentant : « Sharvari brise les codes puisque John Abraham se met à découper et à découper. » Selon elle, le film présente un récit louable mais imparfait centré sur la lutte d'une jeune femme dalit contre l'oppression de caste, mais succombe finalement au cliché conventionnel de Bollywood qui consiste à mettre de côté son personnage principal féminin au profit de l'héroïsme masculin. Malgré la performance solide de Sharvari et les moments poignants du film, l'intrigue prévisible et les arcs de personnages diluent son impact, laissant le public se demander si le voyage de Vedaa reçoit vraiment l'attention qu'il mérite. Sreeparna Sengupta du Times of India a attribué au film 3,5/5 étoiles, déclarant : « Un film avec un message, plein de punch. » Elle a noté que le film combine efficacement un récit convaincant contre les injustices basées sur les castes avec une action à haut indice d'octane, mettant en valeur l'impressionnante physicalité de John Abraham et la profondeur émotionnelle de Sharvari dans le rôle du personnage principal. Bien que le film tombe parfois dans des clichés prévisibles et présente un point culminant alambiqué, son atmosphère graveleuse et ses séquences pleines d'adrénaline en font un film captivant. Anuj Kumar de The Hindu a écrit : « Malgré une performance solide de Sharvari, la tentative de Nikkhil Advani de donner à un véritable problème social un traitement plus grand que nature crée un impact inégal. » Amit Bhatia d' ABP Live a écrit : « La réalisation de Nikhil Advani est louable, mais après un bon début, le film aurait pu faire mieux. Malheureusement, il est à court dans la seconde moitié, qui aurait pu être nettement meilleure avec plus d'efforts. Dans l'ensemble, le film est toujours agréable. Shawari et le sujet du film méritent une reconnaissance supplémentaire. »

### Billetterie
Vedaa a rapporté 6,52 le jour de son ouverture au box-office national. Uniquement dans la journée du 30 août 2024, le film avait rapporté environ 25,93₹ au box-office mondial.